# Skopijski region statystyczny
Skopijski region statystyczny (mac. Скопски Регион) – jeden z ośmiu regionów statystycznych w Macedonii Północnej. Należy do niego stolica kraju – Skopje – oraz 10 gmin, będących częściami stołecznego miasta.
Powierzchnia regionu wynosi 1813 km², co czyni go najmniejszym spośród regionów statystycznych. Liczba ludności według spisu powszechnego z 2002 roku wynosiła 578 144 osób, zaś według szacunków w 2016 roku wynosiła 624 585 osób.
Region skopijski graniczy z Kosowem, regionem południowo-zachodnim, wardarskim, połoskim, północno-wschodnim oraz wschodnim.

## Gminy w regionie
- Araczinowo
- Zełenikowo
- Ilinden
- Petrowec
- Sopiszte
- Studeniczani
- Czuczer-Sandewo

### Gminy będące dzielnicami Skopje
- Aerodrom
- Buteł
- Gazi Baba
- Dźorcze Petrow
- Karposz
- Kiseła Woda
- Saraj
- Centar
- Czair
- Szuto Orizari